# قرار مجلس الأمن التابع للأمم المتحدة رقم 1555
قرار مجلس الأمن التابع للأمم المتحدة 1555، المتخذ بالإجماع في 29 تموز / يوليه 2004، بعد الإشارة إلى جميع القرارات السابقة بشأن الحالة في جمهورية الكونغو الديمقراطية، بما في ذلك القراران 1493 (2003) و 1533 (2004)، مدد المجلس ولاية الأمم المتحدة بعثة الأمم المتحدة في جمهورية الكونغو الديمقراطية (MONUC) حتى 1 أكتوبر 2004.
وأكد مجلس الأمن من جديد دعمه للحكومة الانتقالية لجمهورية الكونغو الديمقراطية وعملية السلام. وأعربت عن قلقها إزاء التوترات والأعمال العدائية في شرق البلاد، ولا سيما النزاعات في إيتوري وكيفو الشمالية وكيفو الجنوبية.
وبتمديد ولاية بعثة منظمة الأمم المتحدة في جمهورية الكونغو الديمقراطية، طلب المجلس كذلك من الأمين العام كوفي أنان تقديم تقرير قبل 16 آب / أغسطس 2004 عن تنفيذ ولاية البعثة.

## روابط خارجية
- نص القرار في undocs.org